# Club Baloncesto Estudiantes
O Club de Baloncesto Estudiantes é um dos clubes espanhóis de basquete mais conhecidos da cidade de Madri. A equipa masculina joga na liga profissional espanhola, organizada pela Liga Ouro.

## História e rasgos principais

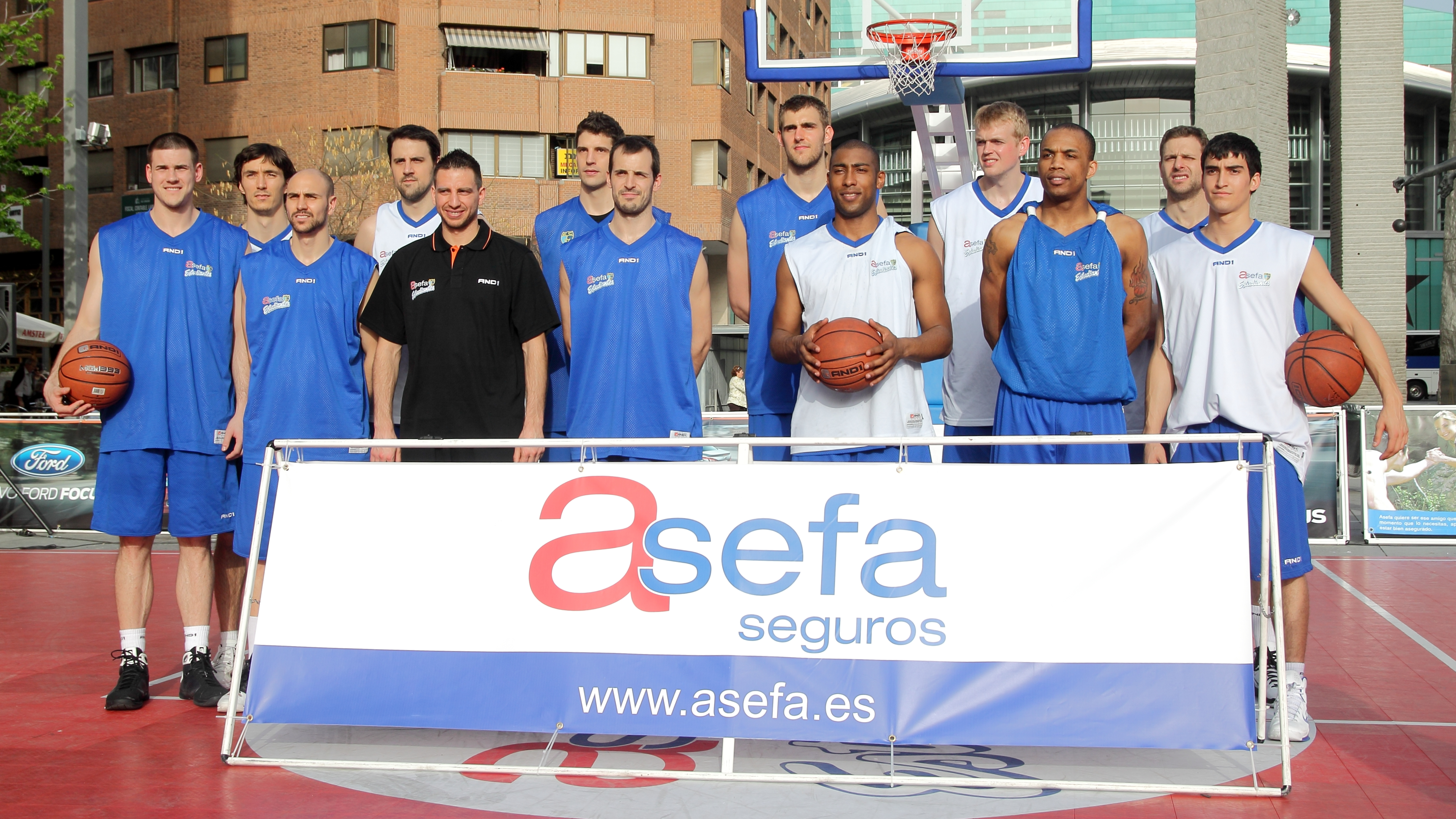
Equipa ACB 2010-11: Nik Caner-Medley, Jiří Welsch, Albert Oliver, Germán Gabriel, Sergio Sánchez, Josh Asselin, Marc Blanch, Yannick Driesen, Jayson Granger, Daniel Clark, Tyrone Ellis, Hernán Jasen, Jaime Fernández.

Foi fundado no ano 1948. No curso 1947-48, um grupo de alunos do Instituto Ramiro de Maeztu inscreveu na Federação Castelhana de basquete uma equipa com o nome de Ramiro de Maeztu em terça división, e num ano mais tarde, no curso 1948-49 constituiu-se formalmente o «Estudantes», baixo os auspicios e o apoio decisivo de Antonio Magariños, catedrático e chefe de estudos do Instituto, e inscreveram-se com esse nome duas equipas. Antonio Magariños foi o primeiro presidente do clube.
Jogando nos campos de dito instituto, com grande número de equipas de todas as categorias desde alevines a juniores, a cantera do clube deu como fruto durante toda sua história muitos grandes jogadores e treinadores do basquete espanhol. Entre os jogadores pode-se mencionar a Fernando Martín, Alberto Ferreiros, Carlos Jiménez, Felipe Reis, Sergio Rodríguez, Antonio Díaz-Miguel, Aíto García Reneses, Jesús Codina, Vicente Ramos, Juan Antonio Martínez Ribeiro, Gonzalo Sagi-Vai-a, Vicente Gil ou Nacho Azofra. Entre os treinadores pode citar-se a José Vicente Hernández (mais conhecido como Pepu Hernández) além dos já citados Antonio Díaz-Miguel e Aíto García Reneses.
Na temporada 1947-1948 fica subcampeón de Terceira divisão de Castilla e ascende à Segunda categoria. Na temporada 1948-1949 ascende de Segunda a Primeira e na 1949-1950 atinge a máxima categoria existente então. A primeira une espanhola de basquete, organizada pela Federação Espanhola de Basquete, disputou-se no ano 1957 com seis equipas: Aismalibar, FC Barcelona, Estudantes, Juventude de Badalona, Orillo Verde de Sabadell e Real Madri. O Real Madri e o Estudantes participaram como primeiro e segundo do Campeonato de Castilla. Estudantes é um dos três únicos clubes espanhóis que mantiveram a máxima categoria em competição espanhola.
Estudantes foi quatro vezes subcampeón de une-a espanhola e três vezes campeão da Copa. Desde 1986 participou regularmente em competições européias, geralmente Copa Korac, após participar já em duas ocasiões na Recopa na década dos 70. Estudantes jogou a final a quatro de une-a Européia em Estambul em 1992 e foi subcampeón da Copa Korac em 1999. Também jogou a final a quatro da copa da FIBA em 2007.
O Clube Estudantes foi um dos dois únicos clubes de basquete espanhol com equipas nas mais duas altas competições nacionais: masculina e feminina durante várias temporadas.
Destaca também seu imaginativa afición, conhecida como "A Demência", que animam a sua equipa constantemente e que fazem do humor e a ironía uma forma de ver o basquete. A Demência recebeu inclusive reconhecimentos oficiais. A afición estudiantil em grande parte considera viável a filosofia de manter a Estudantes como equipa "de pátio de colégio", a origem do clube, ainda dentro de um basquete a cada vez mais profesionalizado. O facto de que alguns ou muitos dos "dementes" vão disfarçados de árabes tem pouco que ver com sua solidariedade com o movimento palestino -algo pessoal que pode coincidir em algum caso, mas que é independente da equipa e do Instituto-: está relacionado mais bem com o momento histórico no que se popularizó com sucesso o nome de DEMÊNCIA para a até então "inchada" a secas. Corriam nos anos 75 e 76 e a DEMÊNCIA estreava o nome, inventava gritos -e gamberradas como a de ir cortar o tráfico da praça dos delfines ao se iniciar as férias de Navidad- e escolhia a seus líderes, entre os que ocupava um lugar destacado por razões óbvias Juana a louca: também estava por ali Jomeini e seus seguidores, mais fáceis de imitar com um disfarce que os de Juana... e ouve, prosperou o atuendo. Também destacam "A Peña Rafa","Impresentables" e "Os Padrinos",de recente criação
Na temporada 2005/06 a assistência média de espectadores ao Madri Areia foi durante une-a regular foi de 7062 espectadores. Estudantes foi a quarta equipa nesse apartado depois do Unicaja Málaga, Real Madri e TAU Vitória.
Estudantes caracteriza-se, por sua origem e história, pelo entusiasmo, a paixão pelo basquete, e um verdadeiro romantismo pondo o bom jogo acima dos resultados em muitas ocasiões.
Também se caracteriza por uma gestão do clube entusiasta e aficionada, que tem deparado doces vitórias, também certas sombras e um número de troféus mais bem magro.
É proverbial a intensa rivalidad com outra equipa de basquete de Madri nascido simplesmente como secção satélite de um clube futbolístico. Deste outro clube, muitos aficionados do Estudantes pensam que veio aproveitando, não sempre bem, as vantagens económicas derivadas de sua dimensão futbolística, para fichar, em ocasiões abusivamente, a numerosos jogadores de Estudantes e de outras equipas de basquete. Em Estudantes, pelo contrário, numerosos jogadores eliminados pela outra equipa de Madri de financiamento futbolística, encontraram o meio para desenvolver sua maturidade e atingido, por exemplo, a selecção espanhola de basquete.
No ano 2005 realizou-se uma ampliação de capital, pondo à venda acciones da Sociedade Anónima Desportiva que sustenta à equipa de une ACB do clube por 6 euros a cada uma, com o objectivo de financiar o clube e fomentar a participação do maior número de aficionados na propriedade do clube. O clube está organizado na Sociedade Anónima Desportiva (SAD) que se ocupa da equipa em une ACB, o Clube propriamente dito, que se ocupa da cantera e as equipas e actividades desportivas e uma Fundação.

## Uniforme
| Casa | Visitante | Alternativo |

## Temporada por Temporada
Histórico baseado no Perfil do Estudiantes no Sítio acb.com, Palmarés>Trayectoria deportiva.
| Temporada | Nível | Divisão     | Pos. | Pós Temporada            | TR      | PL  | Copa del Rey     | Outras Copas  | Outras Copas | Competições Européias | Competições Européias | Competições Européias |
| --------- | ----- | ----------- | ---- | ------------------------ | ------- | --- | ---------------- | ------------- | ------------ | --------------------- | --------------------- | --------------------- |
| 1956–57   | 1     | 1ª División | 5    | –                        | 3–7     | –   | –                | –             | –            | –                     | –                     | –                     |
| 1957–58   | 1     | 1ª División | 5    | –                        | 11–1–6  | –   | –                | –             | –            | –                     | –                     | –                     |
| 1958–59   | 1     | 1ª División | 6    | –                        | 12–2–8  | –   | Quartas de Final | –             | –            | –                     | –                     | –                     |
| 1959–60   | 1     | 1ª División | 10   | –                        | 6–2–14  | –   | Oitavas de Final | –             | –            | –                     | –                     | –                     |
| 1960–61   | 1     | 1ª División | 7    | –                        | 10–2–10 | –   | Primeira Fase    | –             | –            | –                     | –                     | –                     |
| 1961–62   | 1     | 1ª División | 3    | –                        | 10–8    | –   | Vice Campeão     | –             | –            | –                     | –                     | –                     |
| 1962–63   | 1     | 1ª División | 2    | Vice Campeão             | 8–2     | 3–3 | Campeão          | –             | –            | –                     | –                     | –                     |
| 1963–64   | 1     | 1ª División | 5    | Fase Final               | 9–3     | 4–6 | Semifinalista    | –             | –            | –                     | –                     | –                     |
| 1964–65   | 1     | 1ª División | 4    | –                        | 6–8     | –   | –                | –             | –            | –                     | –                     | –                     |
| 1965–66   | 1     | 1ª División | 6    | –                        | 8–10    | –   | Semifinalista    | –             | –            | –                     | –                     | –                     |
| 1966–67   | 1     | 1ª División | 3    | –                        | 14–6    | –   | Semifinalista    | –             | –            | –                     | –                     | –                     |
| 1967–68   | 1     | 1ª División | 2    | Vice Campeão             | 16–4    | –   | Semifinalista    | –             | –            | –                     | –                     | –                     |
| 1968–69   | 1     | 1ª División | 5    | –                        | 12–10   | –   | Quartas de Final | –             | –            | –                     | –                     | –                     |
| 1969–70   | 1     | 1ª División | 5    | –                        | 11–1–10 | –   | Quartas de final | –             | –            | –                     | –                     | –                     |
| 1970–71   | 1     | 1ª División | 8    | –                        | 8–14    | –   | Oitavas de final | –             | –            | –                     | –                     | –                     |
| 1971–72   | 1     | 1ª División | 5    | –                        | 12–10   | –   | Semifinalista    | –             | –            | –                     | –                     | –                     |
| 1972–73   | 1     | 1ª División | 4    | –                        | 17–1–12 | –   | Vice Campeão     | –             | –            | –                     | –                     | –                     |
| 1973–74   | 1     | 1ª División | 4    | –                        | 17–2–9  | –   | Semifinalista    | –             | –            | 2 Campeões de Copa    | SF                    | 5–4                   |
| 1974–75   | 1     | 1ª División | 7    | –                        | 8–14    | –   | Vice Campeão     | –             | –            | –                     | –                     | –                     |
| 1975–76   | 1     | 1ª División | 4    | Fase Final               | 12–10   | 5–5 | Semifinalista    | –             | –            | 2 Campeões de Copas   | SF                    | 6–1                   |
| 1976–77   | 1     | 1ª División | 6    | –                        | 10–12   | –   | Semifinalista    | –             | –            | –                     | –                     | –                     |
| 1977–78   | 1     | 1ª División | 7    | –                        | 8–1–13  | –   | Semifinalista    | –             | –            | –                     | –                     | –                     |
| 1978–79   | 1     | 1ª División | 4    | –                        | 13–1–8  | –   | Quartas de Final | –             | –            | –                     | –                     | –                     |
| 1979–80   | 1     | 1ª División | 8    | –                        | 9–1–12  | –   | Oitavas de Final | –             | –            | –                     | –                     | –                     |
| 1980–81   | 1     | 1ª División | 2    | Vice Campeão             | 18–2–6  | –   | Quartas de Final | –             | –            | –                     | –                     | –                     |
| 1981–82   | 1     | 1ª División | 11   | –                        | 10–1–15 | –   | Oitavas de Final | –             | –            | –                     | –                     | –                     |
| 1982–83   | 1     | 1ª División | 10   | –                        | 8–1–17  | –   | Round of 16      | –             | –            | –                     | –                     | –                     |
| 1983–84   | 1     | Liga ACB    | 13   | Playoffs de rebaixamento | 12–16   | 2–0 | –                | –             | –            | –                     | –                     | –                     |
| 1984–85   | 1     | Liga ACB    | 7    | Quartas de Final         | 17–11   | 3–2 | –                | Copa Príncipe | SF           | –                     | –                     | –                     |
| 1985–86   | 1     | Liga ACB    | 5    | Quartas de Final         | 15–13   | 2–2 | –                | Copa Príncipe | C            | –                     | –                     | –                     |
| 1986–87   | 1     | Liga ACB    | 5    | Quartas de Final         | 13–15   | 3–2 | Quartas de Final | Copa Príncipe | 8ªs          | 3 Korać Cup           | QF                    | 5–3                   |
| 1987–88   | 1     | Liga ACB    | 5    | Quartas de Final         | 16–12   | 2–2 | Quartas de Final | Copa Príncipe | QF           | 3 Korać Cup           | QF                    | 3–5                   |
| 1988–89   | 1     | Liga ACB    | 10   | –                        | 17–19   | 3–0 | Quartas de Final | –             | –            | 3 Korać Cup           | QF                    | 4–6                   |
| 1989–90   | 1     | Liga ACB    | 4    | Semifinalista            | 20–16   | 2–3 | Oitavas de Final | –             | –            | –                     | –                     | –                     |
| 1990–91   | 1     | Liga ACB    | 3    | Semifinalista            | 25–9    | 5–3 | Vice Campeão     | –             | –            | 3 Korać Cup           | QF                    | 8–4                   |
| 1991–92   | 1     | Liga ACB    | 3    | Semifinalista            | 24–10   | 6–3 | Campeão          | –             | –            | 1 Euroleague          | 4th                   | 14–7                  |
| 1992–93   | 1     | Liga ACB    | 4    | Semifinalista            | 21–10   | 6–4 | Quartas de Final | –             | –            | 1 Euroliga            | FG                    | 6–10                  |
| 1993–94   | 1     | Liga ACB    | 4    | Semifinalista            | 17–11   | 5–5 | Quarto Lugar     | –             | –            | 3 Korać Cup           | FG                    | 4–4                   |
| 1994–95   | 1     | Liga ACB    | 7    | Quartas de final         | 20–18   | 0–2 | Terceira posição | –             | –            | 3 Korać Cup           | FG                    | 5–5                   |
| 1995–96   | 1     | Liga ACB    | 3    | Semifinalista            | 25–13   | 4–3 | –                | –             | –            | 3 Korać Cup           | FG                    | 6–4                   |
| 1996–97   | 1     | Liga ACB    | 3    | Semifinalista            | 21–13   | 4–4 | Quartas de Final | –             | –            | 1 Euroliga            | 8ªs                   | 9–7                   |
| 1997–98   | 1     | Liga ACB    | 5    | Quartas de Final         | 24–10   | 1–3 | Quartas de Final | –             | –            | 1 Euroliga            | 8ªs                   | 8–10                  |
| 1998–99   | 1     | Liga ACB    | 4    | Semifinalista            | 21–13   | 3–4 | –                | –             | –            | 3 Korać Cup           | VC                    | 14–2                  |
| 1999–00   | 1     | Liga ACB    | 3    | Semifinalista            | 23–11   | 5–3 | Campeão          | –             | –            | 3 Korać Cup           | SF                    | 11–3                  |
| 2000–01   | 1     | Liga ACB    | 6    | Quartas de Final         | 21–13   | 1–3 | Quartas de Final | –             | –            | 1 Euroliga            | 8ºs                   | 4–8                   |
| 2001–02   | 1     | Liga ACB    | 4    | Semifinalista            | 20–14   | 3–5 | Semifinalista    | –             | –            | 2 Saporta Cup         | 8ªs                   | 6–6                   |
| 2002–03   | 1     | Liga ACB    | 4    | Semifinalista            | 23–11   | 4–3 | Quartas de Final | –             | –            | 2 ULEB Cup            | SF                    | 11–5                  |
| 2003–04   | 1     | Liga ACB    | 2    | Vice Campeão             | 20–14   | 8–6 | Quartas de Final | –             | –            | 2 ULEB Cup            | SF                    | 11–5                  |
| 2004–05   | 1     | Liga ACB    | 4    | Semifinalista            | 21–13   | 4–4 | Quartas de Final | –             | –            | 1 Euroliga            | TR                    | 4–10                  |
| 2005–06   | 1     | Liga ACB    | 8    | Quartas de Final         | 17–17   | 0–3 | –                | –             | –            | 2 ULEB Cup            | TR                    | 4–6                   |
| 2006–07   | 1     | Liga ACB    | 9    | –                        | 16–18   | –   | –                | –             | –            | 3 FIBA Eurocup        | 4º                    | 12–4                  |
| 2007–08   | 1     | Liga ACB    | 14   | –                        | 12–22   | –   | –                | –             | –            | –                     | –                     | –                     |
| 2008–09   | 1     | Liga ACB    | 13   | –                        | 12–22   | –   | Semifinalista    | –             | –            | –                     | –                     | –                     |
| 2009–10   | 1     | Liga ACB    | 7    | Quartas de Final         | 19–15   | 0–2 | Quartas de Final | –             | –            | –                     | –                     | –                     |
| 2010–11   | 1     | Liga ACB    | 12   | –                        | 16–18   | –   | –                | –             | –            | 2 Eurocup             | QF                    | 8–6                   |
| 2011–12   | 1     | Liga ACB    | 17   | Rebaixado                | 11–23   | –   | –                | –             | –            | –                     | –                     | –                     |
| 2012–13   | 1     | Liga ACB    | 12   | –                        | 15–19   | –   | Quartas de Final | –             | –            | –                     | –                     | –                     |
| 2013–14   | 1     | Liga ACB    | 16   | –                        | 12–22   | –   | –                | –             | –            | –                     | –                     | –                     |
| 2014–15   | 1     | Liga ACB    |      |                          |         |     | –                | –             | –            | –                     | –                     | –                     |